# Preajba Mare, Gorj
Preajba Mare este o localitate componentă a municipiului Târgu Jiu din județul Gorj, Oltenia, România.
Accesul în localitate este asigurat dinspre Drumul Național Tg-Jiu - Rm-Vâlcea și/sau din Municipiu pe strada Ciocârlău. Localitatea este în curs de dezvoltare, municipalitatea dezvoltând mai multe proiecte pentru realizarea investitiilor edilitar ospodărești. 
La Preajba a funcționat un aerodrom militar, desființat, în zonă fiind amplasat un radio-far, instalație ce asigură ghidarea traficului aerian, ca rezervă la GPS. Pe fosta pistă a aerodromului se dezvoltă un cartier de locunțe individuale, care în curând va deveni reprezentativ pentru municipiu, ca zonă rezidențială.Platoul construibil, de peste 30 hectare, aparține localnicilor, care încă nu vând scump și se învecineză unor terenuri ale municipalității pe care în curând se va construi o bază sportivă. Pe drumul neamenajat ce duce de la Preajba spre Curtișoara, localitate componentă a orașului Bumbești Jiu, se află o zonă în care cresc narcise. Poiana Narciselor este una dintre cele mai mari atracții turistice din județul Gorj. Municipalitatea nu investește din păcate în promovarea și dezvoltarea zonei. În fiecare an, în primele zile ale lunii Mai, are loc Sărbătoarea Narciselor. Au loc diverse manifestații precum concerte de muzică populară, dansuri folclorice, concursuri sportive pentru tineri și un meci de fotbal disputat de echipa locuitorilor din Preajba împotriva echipei Primăriei Municipiului Târgu-Jiu. În Preajba se poate gasi barul G.N.C, un market Succes și AMY market. 
Zona dispune de o peisagistică superbă!
Comunitatea este foarte caldă și primitoare, iar tradițiile și obiceiurile sunt respectate în continuare de către toată lumea, indiferent de generație.